# Петлино (Нижньогородська область)
Петлино (рос. Петлино) — село в Вадському районі Нижньогородської області Російської Федерації.
Населення становить 453 особи. Входить до складу муніципального утворення Дубенська сільрада.

## Історія
Від 2009 року входить до складу муніципального утворення Дубенська сільрада.

## Населення
| 1999 | 2002 | 2010 |
| ---- | ---- | ---- |
| 488  | ↗494 | ↘453 |